# Little River, Vancouver Island
Little River är ett vattendrag i Kanada.   Det ligger i Comox Valley Regional District och provinsen British Columbia, i den sydvästra delen av landet, 3 700 km väster om huvudstaden Ottawa.